# Western Bahr el Ghazal
Western Bahr el Ghazal is een noordwestelijk gelegen staat van Zuid-Soedan. De staat heeft een oppervlakte van 93.900 vierkante kilometer. In 2000 had hij bijna anderhalf miljoen inwoners. De hoofdstad van Western Bahr el Ghazal is Wau.
Het westelijke gebied Kafia Kingi wordt betwist door Soedan en Zuid-Soedan.

## Grenzen
Western Bahr el Ghazal is een grensstaat met twee buitenlandse grenzen:
- Twee prefecturen van de Centraal-Afrikaanse Republiek in het zuidwesten (van noord naar zuid):
  - Haute-Kotto.
  - Haut-Mbomou.

Verder heeft de staat grenzen met één staat in Soedan:
- Zuid-Darfoer in het noorden.

en de Zuid-Soedanese staten:
- Shamal-Bahr-al-Ghazal in het noordoosten.
- Warrap in het oosten.
- Western Equatoria in het zuiden.

Central Equatoria · Eastern Equatoria · Jonglei · Lakes · Northern Bahr el Ghazal · Unity · Upper Nile · Warrap · Western Bahr el Ghazal · Western Equatoria